# Saint-Usage (Côte-d'Or)
Saint-Usage è un comune francese di 1 163 abitanti situato nel dipartimento della Côte-d'Or nella regione della Borgogna-Franca Contea.

## Società

### Evoluzione demografica
Abitanti censiti